# Nacionalni park Dry Tortugas
Nacionalni park Dry Tortugas je jedan od 58 nacionalnih parkova smještenih na području Sjedinjenih Američkih Država.

## Zemljopisni podaci
Park se nalazi u Meksičkom zaljevu, oko 112 km daleko od Key Westa u pravcu zapada. Obuhvaća uglavnom morsko područje površine 262 km2 u čijem sastavu se nalazi sedam otočića građenih od pijeska i koralja, koraljne grebene, more i podmorje. Na jednom od otočića nalazi se Fort Jefferson, najveća zidana građevina zapadne hemisfere u koju je ugrađeno oko 16 milijuna komada cigle.

## Naziv parka
Prvi Europljanin koji je 1513. godine posjetio područje parka bio je španjolski istraživač Juan Ponce de León. Tom je prilikom ulovio oko 160 komada morskih kornjača čiji je naziv na španjolskom jeziku tortugas. Pridjev dry ((hrv.) suh) području je nadjenut zbog nedostatka svježe pitke vode.

## Zanimljivosti i atrakcije
Park je poznat po raznolikim morskim životinjama, živopisnim koraljnim grebenima, brodskim olupinama i legendama o piratima i potopljenom blagu. Omiljeno je okupljalište ljudi željnih izleta, piknika u prirodi, ronjenja, ribolova i promatranja ptica. Park godišnje posjećuje oko 65.000 posjetitelja.

## Klima
Klima u nacionalnom parku Dry Tortugas je suptropska. Prosječne temperature se kreću od 12°C do 25°C. Najljepši dio godine je proljeće, tijekom zime, koja traje od prosinca do ožujka, je vjetrovito a more je valovito, a tijekom ljeta, koje traje od lipnja do rujna, sezona je tropskih oluja, visokih temperatura i velikog postotka vlage u zraku.
| Klimatološki srednjaci za Nacionalni park Dry Tortugas     | Klimatološki srednjaci za Nacionalni park Dry Tortugas | Klimatološki srednjaci za Nacionalni park Dry Tortugas | Klimatološki srednjaci za Nacionalni park Dry Tortugas | Klimatološki srednjaci za Nacionalni park Dry Tortugas | Klimatološki srednjaci za Nacionalni park Dry Tortugas | Klimatološki srednjaci za Nacionalni park Dry Tortugas | Klimatološki srednjaci za Nacionalni park Dry Tortugas | Klimatološki srednjaci za Nacionalni park Dry Tortugas | Klimatološki srednjaci za Nacionalni park Dry Tortugas | Klimatološki srednjaci za Nacionalni park Dry Tortugas | Klimatološki srednjaci za Nacionalni park Dry Tortugas | Klimatološki srednjaci za Nacionalni park Dry Tortugas | Klimatološki srednjaci za Nacionalni park Dry Tortugas |
| mjesec                                                     | sij                                                    | velj                                                   | ožu                                                    | tra                                                    | svi                                                    | lip                                                    | srp                                                    | kol                                                    | ruj                                                    | lis                                                    | stu                                                    | pro                                                    | godina                                                 |
| ---------------------------------------------------------- | ------------------------------------------------------ | ------------------------------------------------------ | ------------------------------------------------------ | ------------------------------------------------------ | ------------------------------------------------------ | ------------------------------------------------------ | ------------------------------------------------------ | ------------------------------------------------------ | ------------------------------------------------------ | ------------------------------------------------------ | ------------------------------------------------------ | ------------------------------------------------------ | ------------------------------------------------------ |
| oborine, mm                                                | 52,7                                                   | 59,6                                                   | 50,5                                                   | 45,0                                                   | 71,4                                                   | 94,8                                                   | 67,8                                                   | 79,9                                                   | 149,3                                                  | 125,9                                                  | 51,7                                                   | 29,5                                                   | 879,0                                                  |
| Izvor: Worldclimate.com, podaci za razdoblje 1950. – 1966. |                                                        |                                                        |                                                        |                                                        |                                                        |                                                        |                                                        |                                                        |                                                        |                                                        |                                                        |                                                        |                                                        |

## Povijest
Tijekom 1600-ih i 1700-ih ovo je područje bilo piratska baza za napade na brojne trgovačke brodove koji su plovili Meksičkim zaljevom, no 1821. godine, ulaskom Floride u sastav Sjedinjenih Američkih Država, piratske su aktivnosti gotovo u potpunosti eliminirane. 1825. godine podignut je svjetionik čija je namjena bila upozoravati pomorce na opasnosti koraljnih grebena.
Otoci današnjeg nacionalnog parka su 1845. godine postali vojni rezervat, a već sljedeće 1846. godine započela je izgradnja utvrde. Časničke zgrade su dovršene 1850. godine, a utvrda je dobila ime Fort Jefferson po bivšem američkom predsjedniku Thomasu Jeffersonu. Gradnja vanjskih zidova visokih oko 14 m dovršena je 1862. godine.
Gradnja utvrde se nastavila i kroz sljedećih tridesetak godina ali nikad nije dovršena. Tijekom i nakon američkog građanskog rata utvrda se koristila kao zatvor za bjegunce i kriminalce. Nakon nekoliko uragana i epidemije žute groznice utvrda je 1874. godine napuštena, a vojska se vratila tek 1898. godine tijekom američko-španjolskog rata. Kao karantena utvrda je korištena 1888. do 1900., a u vojne svrhe opet je nakratko korištena tijekom prvog svjetskog rata.
1908. područje parka je proglašeno rezervatom ptica, dok je Fort Jefferson 4. siječnja 1935. godine odlukom tadašnjeg predsjednika Franklina Roosevelta proglašen nacionalnim spomenikom.  Napokon, 26. listopada 1992. odlukom predsjednika Georgea Busha ovo je područje proglašeno nacionalnim parkom.

## Vanjske poveznice
- http://www.dry.tortugas.national-park.com/  Arhivirana inačica izvorne stranice od 30. ožujka 2010. (Wayback Machine)
- http://www.shannontech.com/ParkVision/DryTortugas/DryTortugas.html  Arhivirana inačica izvorne stranice od 16. ožujka 2020. (Wayback Machine)

## Ostali projekti
|  | Zajednički poslužitelj ima još gradiva o temi Nacionalni park Dry Tortugas |